# Colle Brianza
Colle Brianza är en ort och kommun i provinsen Lecco i regionen Lombardiet i Italien. Kommunen hade 1 740 invånare (2018).